# Martinho José Calado Júnior
Martinho José Calado Júnior (1900 — Florianópolis, 10 de setembro de 1979) foi um jornalista e escritor brasileiro.